# Gil Garrido Sr.
Gil Gonzalo Ortega Garrido Sr. (Panamá, 1 de septiembre de 1919) es un exjugador de cuadro panameño de la Liga Negra que jugó en la década de 1940.

## Carrera
Originario de la Ciudad de Panamá (Panamá), Garrido es el padre del jugador de Grandes Ligas Gil Garrido Hizo su debut en las ligas negras en 1944 con los cubanos de Nueva York y volvió a jugar para Nueva York la temporada siguiente antes de pasar a jugar en la Liga Mexicana en 1946. 